# 2018 في كوريا الجنوبية
فيما يلي قوائم الأحداث التي وقعت خلال عام 2018 في كوريا الجنوبية.

## أحداث
- 9 مارس – الألعاب البارالمبية الشتوية 2018
- 9 فبراير – الألعاب الأولمبية الشتوية 2018

## أفلام
من الأفلام التي صدرت هذه السنة في كوريا الجنوبية:
- 16 فبراير – وحيدة على الشاطئ ليلا من إخراج هونغ سانغ سو.

## برامج ومسلسلات وأنمي
- تحدي بلا حدود